# Курмышский район
Курмышский район — упразднённая административно-территориальная единица в составе Нижегородского (Горьковского) края, Горьковской и Арзамасской областей, существовавшая в 1929—1957 годах. Центр — село Курмыш.

## История
Курмышский район был образован в 1929 году в составе Арзамасского округа Нижегородского края. В состав район вошли части Кекинской волости Лысковского уезда и Курмышской волости Сергачского уезда.
30 июля 1930 года в связи с ликвидацией окружной системы в СССР Курмышский район перешёл в прямое подчинение Нижегородского края.
5 декабря 1936 года Курмышский район вошёл в состав Горьковской области.
По данным 1945 года Курмышский район делился на 10 сельсоветов: Александровский, Алисановский, Андреевский, Болобоновский, Бортсурманский, Деяновский, Ильиногорский, Кекинский, Курмышский и Ледырский.
С 7 января 1954 по 23 апреля 1957 Курмышский район входил в состав Арзамасской области.
В ноябре 1957 года Курмышский район был упразднён, а его территория разделена между Воротынским, Пильнинским, и Спасским районами.